# Araeomolis sanguinea
Araeomolis sanguinea är en fjärilsart som beskrevs av George Francis Hampson 1905. Araeomolis sanguinea ingår i släktet Araeomolis och familjen björnspinnare. Inga underarter finns listade i Catalogue of Life.